# A Freight Train Drama
A Freight Train Drama è un cortometraggio muto del 1912 diretto da Frank Boggs (Francis Boggs).

## Produzione
Il film fu prodotto dalla Selig Polyscope Company.

## Distribuzione
Distribuito dalla General Film Company, il film - un cortometraggio di una bobina - uscì nelle sale cinematografiche statunitensi il 5 dicembre 1912.